# Doãn Văn Sở
Doãn Văn Sở (sinh năm 1956) nguyên là Chuẩn Đô đốc Hải quân, Tư lệnh vùng 5 Hải quân Nhân dân Việt Nam.
Đã nghỉ hưu.

## Tiểu sử
Thiếu tướng Doãn Văn Sở thường được gọi là Doãn Sở, Ông sinh năm 1956 tại làng Như Độ, xã Như Hoà, huyện Kim Sơn, tỉnh Ninh Bình.
- Tháng 4 năm 1975 ông nhập ngũ.
- Năm 1976 - 1979 ông là học viên Học viện Hải quân (Việt Nam), một cơ sở đào tạo sĩ quan Hải quân tại Nha Trang.
- Năm 1982, ông được phong quân hàm Trung uý.
- Năm 1988 - 1991 ông học tại học viện Hải quân Liên Xô.
- Năm 1997 - 2000 ông học cao học tại Học viện Quốc phòng (Việt Nam).
- Năm 2003, ông được thăng quân hàm Đại tá giữ chức Tư lệnh vùng 5 Hải quân.
- Năm 2011, ông được thăng hàm Thiếu tướng - Chuẩn đô đốc - Tư lệnh vùng 5 Hải quân.

## Đời tư
Ông có bốn người con, một người con trai của ông hiện là Trung uý Hải quân.